# +1 (chanson)
Pour les articles homonymes, voir +1.
Singles de Martin Solveig
Intoxicated
(2015)
+1 est une chanson du disc jockey et producteur français Martin Solveig sortie le 8 juin 2015 sur Beatport, puis le 6 juillet 2015 sur iTunes et Spotify.
C'est le deuxième single du disc jockey français sorti en 2015, une nouvelle fois sur le label Spinnin' Deep, sous-label de Spinnin Records.

## Liste des pistes
| 1. | +1 (Radio Edit) | 3:14 |
| 2. | +1 (Club Mix)   | 5:08 |

## Classement hebdomadaire
| Classement                              | Meilleure position |
| --------------------------------------- | ------------------ |
| Allemagne (Media Control AG)            | 51                 |
| Belgique (Flandre Ultratop 50 Singles)  | 27                 |
| Belgique (Wallonie Ultratop 50 Singles) | 49                 |
| France (SNEP)                           | 31                 |
| Pays-Bas (Nederlandse Top 40)           | 76                 |